# Château de Banassat
Le château de Banassat est un château situé à Chirat-l'Église, en France.

## Localisation
Le château est situé sur la commune de Chirat-l'Église, dans le département de l'Allier, en région Auvergne-Rhône-Alpes. Il domine la rive droite de la Bouble.

## Historique
L'édifice est inscrit au titre des monuments historiques en 1980.